# 17e gala des prix Félix
Les lauréats des prix Félix en 1995, artistes québécois œuvrant dans l'industrie de la chanson, ont reçu leurs récompenses à l'occasion du dix-septième Gala de l'ADISQ, animé par Patrick Huard et qui eut lieu le 5 novembre 1995.

## Interprète masculin de l'année
- Roch Voisine

Autres nommés : Jim Corcoran, Sylvain Cossette, Jean-Pierre Ferland, Éric Lapointe, Kevin Parent, Mario Pelchat.

## Interprète féminine de l'année
- Lara Fabian

Autres nommées : France D'Amour, Céline Dion, Lynda Lemay, Marjo, Térez Montcalm, Judi Richards.

## Révélation de l'année
- Éric Lapointe

Autres nommés : Patrick Huard, Térez Montcalm, Kevin Parent, Judi Richards.

## Groupe de l'année
- Beau Dommage

Autres nommés : la Bottine Souriante, les Colocs, Richard Desjardins et Abbittibbi, Zébulon.

## Auteur-compositeur de l'année
- Jean-Pierre Ferland

Autres nommés : Richard Desjardins, René Dupéré, Plume Latraverse, Lynda Lemay.

## Artiste s'étant le plus illustré(e) hors Québec
- Céline Dion

Autres nommés : le Cirque du Soleil, Michel Courtemanche, I Musici de Montréal, Roch Voisine.

## Artiste s'étant illustré dans une langue autre que le français
- le Cirque du Soleil

Autres nommés : Céline Dion, Gogh Van Go, Gunshunk, Jeff Smallwood.

## Artiste de la francophonie s'étant le plus illustré au Québec
- Francis Cabrel

Autres nommés : Patrick Bruel, Daran et les chaises, Axelle Red, Alain Souchon.

## Chanson populaire de l'année
- Pour que tu m'aimes encore de Céline Dion

Autres nommées : Tu ne sauras jamais des B. B., Échappé belle de Beau Dommage, Un pays, deux étrangers de Joe Bocan, J'ai l'blues de vous de Marie Carmen, Mon frère de France D'Amour, Leila de Lara Fabian, Belle de Laurence Jalbert, Bohémienne de Marjo, À tous ceux qui s'aiment de Francine Raymond.

## Album le plus vendu
- Beau Dommage de Beau Dommage

Autres nommés : D'eux de Céline Dion, Carpe Diem de Lara Fabian, Obsession d'Éric Lapointe, Coup de tête de Roch Voisine.

## Album pop de l'année
- Beau Dommage de Beau Dommage

Autres nommés : L'une de Marie Carmen, Carpe Diem de Lara Fabian, Écoute pas ça de Jean-Pierre Ferland, Y de Lynda Lemay.

## Album rock de l'année
- Obsession d'Éric Lapointe

Autres nommés : D'Amour déchaînée de France D'Amour, Chaude était la nuit de Richard Desjardins, Bohémienne de Marjo, Zébulon de Zébulon.

## Album pop-rock de l'année
- D'eux de Céline Dion

Autres nommés : La Symphonie du Québec (Artistes variés), Risque de Térez Montcalm, Pigeon d'argile de Kevin Parent, Coup de tête de Roch Voisine.

## Album country de l'année
- Chansons nouvelles de Plume Latraverse

Autres nommés : Ma vie d'une ville à l'autre de Georges Hamel, Cowgirl de ville de Carole Anne King, Autrement de Danielle Martineau, Touche pas de Judi Richards.

## Album folklore de l'année
- La Mistrine de la Bottine Souriante

Autres nommés : Les retrouvailles de la famille de 1755, Retour aux sources de Légende, Mon folklore, la richesse d'un héritage vol. 3 de Jacqueline Lemay et Édith Butler, Chansons du patrimoine de Gilles Vigneault et Claude Bélanger.

## Album enfants de l'année
- J'ai tant dansé de Carmen Campagne

## Album jazz de l'année
- Yuletide d'Oliver Jones

## Spectacle de l'année - auteur-compositeur-interprète
- Beau Dommage de Beau Dommage

Autres nommés : Chaude était la nuit de Richard Desjardins et Abbittibbi, Lapointe d'Éric Lapointe La tournée Y de Lynda Lemay, Chaud 95 de Roch Voisine.

## Spectacle de l'année - interprète
- Lara Fabian de Lara Fabian

Autres nommés : C'est la vie de Mario Pelchat, Une autre chambre d'hôtel... le spectacle de Gildor Roy, Rock et Romance de Nanette Workman.

## Spectacle de l'année - humour
- Patrick Huard de Patrick Huard

Autres nommés : Sautes d'humour des Bizarroïdes, Diva, ou une espèce en voix... de disparition de Natalie Choquette, Toute ressemblance avec des personnes connues est b'en de valeur pour eux autres de André-Philippe Gagnon, Satire du monde de JiCi Lauzon.

## Vidéoclip de l'année
- La rue principale des Colocs.

Autres nommés: Bohémienne de Marjo, Les femmes préfèrent les ginos de Zébulon, Mon frère de France D'Amour, Pour que tu m'aimes encore de Céline Dion.

## Hommage
- Ginette Reno

## Sources
- Gala de l'ADISQ 1995